# Банфілд (футбольний клуб)
Клуб Атлетіко Банфілд або просто «Банфілд» (ісп. Club Atlético Banfield) — професіональний аргентинський футбольний клуб з міста Буенос-Айрес.

## Історія

### Витоки та заснування клубу
Банфілд є одним з найстаріших футбольних клубів Аргентини. Історія клубу розпочалася 21 січня 1896 року, коли група професіоналів та англійських дрібних торговців у Банфілді вирішили заснувати клуб, який був названий на честь залізничної станції, яка була створена в 1873 році, і, яка в свою чергу, була названа на честь Едварда Банфілда, першого директора Великої Південної Залізничної Компанії. Одними з провідних представників групи засновників були також Деніел Кінгсленд та Джордж Бартон, віце-президент та перший віце-президенти відповідно. Кінгсленд був експортером худоби до Великої Британії та бухгалтером за фахом, а Бартон був випускником Кембриджського університету. Територія першого поля клубу раніше була полем для випасу худоби, яке було розташоване в двох кварталах на північ від залізничної станції, поруч зі схилами на східній стороні.

### Аматорський період
З Кінгслендом як президентом клубу, крикет вийшов на провідні ролі та відсунув футбол на другий план, це пояснюється дуже невдалими результатами клубу в національних футбольних чемпіонатах 1897 та 1898 років, в яких клуб посідав місця в нижній частині турнірної таблиці та навіть зазнавав найбільших поразок в своїй історії, наприклад з рахунком 0:10 від вже нині не існуючого «АК Флорес».
Така ситуація тривала до 1899 року, коли Альфредо Гуді (футбольний ентузіаст) був призначений президентом клубу. У 1899 «Банфілд» грав у першій лізі Другого дивізіону чемпіонату Аргентини з футболу, та тріумфував у ньому. В даний час Банфілд залишається єдиним членом Аргентинської Футбольної Асоціації (АФА), який виграв титул в XIX столітті.
Спочатку у клубі виступали гравці, які народилися у Великій Британії, але центральний півзахисник та капітан Джеймс Уотсон Доддс, народився в Аргентині, в Буенос-Айресі. У 1900 році команда знову перемогла у чемпіонаті, але цього року жоден клуб не виходив до Прімери, тому Банфілд продовжив виступи у Другому дивізіоні. Але клуб не зазнав жодної поразки в національному чемпіонаті. Ключовими гравцями клубу того часу були нападник Едвард Невидимка Поттер, креативний півзахисник Чарльз Дуглас Моффатт, капітан Вотсон Доддс, а також воротар (і за сумісництвом президент клубу) Гуді.
Після цього успіху і до грудня 1904 року клуб почав поступово занепадати, допоки «Банфілд» не був реорганізований, з усіма його активами, для того, щоб врятувати його від повного банкрутства. У ті роки на чолі клубу постає інший футбольний ентузіаст Джордж Бартон, який займав посаду президента клубу до своєї смерті в 1928 році.
У 1908 році перша команда клубу виграла чемпіонат Аргентини серед клубів другого дивізіону. У грудні 1910 року команда включаючи Вільяма Петерсона, Роджер Якобеллі, Амадора Гарсію, Карлос Лловераса, Галупа Лануса і Бартоломе, разом з іншими змушені були зіграти з Расінгом двоматчеве протистояння в рамках плей-оф за право збереження місця в Прімері. Перший матч цього протистояння завершився з рахунком 0:0, а в матчі-відповіді, в другому екстратаймі додаткового часу, перемогу вирвав «Расінг». У 1912 році, на чолі з капітаном команди Адольфо Пелленсом, Банфілд знову виграв Другий дивізіон чемпіонату Аргентини, тож клуб забезпечив собі повернення до Прімери. Але через зміни в форматі турніру Банфілд втратив це місце.
Банфілд продемонстрував непогані результати в сезонах 1913 та 1914 років, але коли розпочалася Друга світова війна, багато хто з гравців команди, які мали британське походження, були зараховані до армійських частин та направлені на фронт в Європу. У 1919 році у фіналі плей-оф за право виходу до Прімери Банфілд переміг Дель Плату та повернувся до Першого дивізіону чемпіонату Аргентини.

#### Перший національний титул
У 1920 році команда знову дуже вдало виступила та посіла друге місце в національному чемпіонаті, клуб випередив лише Бока Хуніорс. Але в тому ж році Банфілд виграв Кубок пошани, у фіналі цього турніру клуб переміг Бока Хуніорс з рахунком 2:1. Джордж Бартон керував клубом понад 20 років, для гравців свого клубу він намагався бути другим батьком, всіляко виховував їх та намагався підтримувати в них любов до спорту. Смерть Бартона розпочала період безвладдя та занепаду клубу, який тривав ціле десятиліття.

### Професіональний період (починаючи з 1930 року)

#### 1930 - 1950
Стадіон клубу, який пізніше отримав назву «Флоренсіо Сола», був побудований в 1940 році в місті Банфілд. Для того, щоб відзначити відкриття стадіону, на ньому було проведено матч з Індепендьєнте, в якому команда з Авельянеди перемогла з рахунком 1:0, завдяки єдиному голу Арсенио Еріко (найкращим бомбардиром в історії аргентинського футболу).

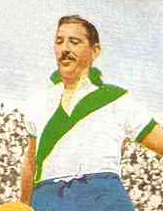
Густаво Альбелья, найкращий бомбардир «інститутів»

#### 1950 - 1970

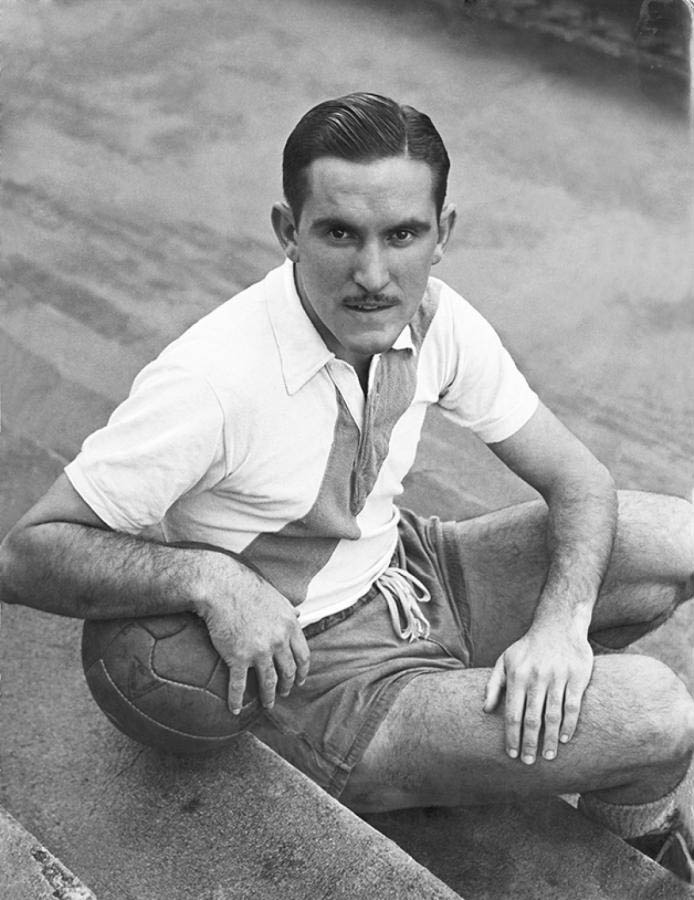
Елізео Моріньйо

У 1951 році Фелікс Хосе Мартінес та Фелікс Зурдо в тренерському тандемі виводять клуб на перше місце (як і Расінг), і лише завдяки кращій різниці перемог та забитих м'ячів стають переможцями чемпіонату. Обидва фінальні матчі проводилися на вже не існуючому на сьогодні стадіоні «Сан-Лоренцо» (відомий також як «Газометро»). Перший матч завершився нульовою нічиєю, а в другому Расінг зазнав мінімальної поразки. З майже тією ж командою в 1952 році Расінг посів 5-те місце в чемпіонаті.
У 1953 році ключовий гравець Банфілду Елізео Моуріньйо був придбаний Бока Хуніорс, втрата лідера клубу істотно вплинуло на гру команди: в наступному році клуб посів останнє місце та вилетів до Другого дивізіону.
Після семи років на своїй посаді Флоренсіо Сола вирішив припинити роботу в клубі, і в 1955 році були проведені перші в історії клубу вибори президента. Між собою конкуріувало дві групи — «традиціоналісти» та група «Містера Бартона» — зрештою, саме останні стали переможцями в цій боротьбі.

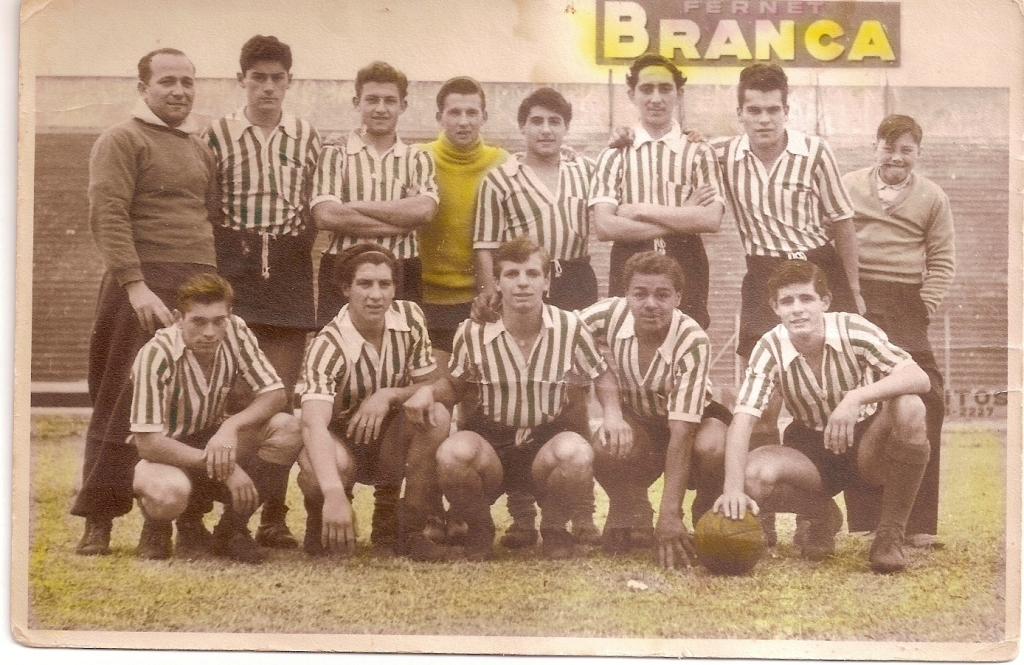
"Три роки практично в незмінному складі виступали" наступні гравці: Роберто Пьєррепонт (воротар), Даніель Антонеллі, Уберто Лукано, Норберто Гарсія, Роберто Перез, Антоніо Манільйо та Езек'єль Лланос. Сидять: Мігель Анхель Фільгуейрас, Луїс Суарез, Норберто Агірре, Едгар Джордано та Гораціо Бенедетті.

В 1955—1958 роках команда виступала в нижчих дивізіонах та займала відповідно шосте, п'яте та четверті місця, найпомітнішими у складі Банфілда були нападник Луїс Суарес, Езек'єль Лланос, Оскар Калікш та Гораціо Бенедетті.
Валентін Суарес наприкінці 1958 року став новим президентом клубу і в чемпіонаті 1959 року для участі в Прімері зібрав команду з досвідчених гравців.
Але, не дивлячись на закінчення першого раунду результати цієї "зіркової команди" були далекі від виконання поставленого завдання, а саме підвищення у класі. Починаючи з 1960 року, на чолі з тренером клубу Бенісіо Акостою, але і зі значним внеском Валентіна Суареса вже намітилися позитивні тенденції, який дозволили повернутися до Прімери в сезоні 1962 року. Поява якісних гравців Едіберто Рігі, Норберто Раффо, Оскара Лопеса, Луїса Майдани та Роберто Сарате, у поєднанні з такими місцевими гравцями, як Адольфо Васкес, Оскар Лланос, Езек'єль Калікс створили доволі сильну команду, яка посіла третє місце в 1960 році, друге — в 1961 році та перше — в 1962 році.
З 1963 року в історії клубу наступає період, коли протягом наступних 16 сезонів команда виступала в Прімері, за винятком сезону 1973 року.
Протягом перших чотирьої років після повернення до Прімери «Бур» демонстрував прекрасні результати, так команда посіла сьоме місце в сезонах 1963 та 1964 років. Також в цей період поступово ремонтується стадіон клубу. У команді з'явилися нові гравці: Хуліо Сан-Лоренцо, Анаклето Пеанно Дієго Бай, Нельсон Лопес, Рубен Уго та Хосе Санфіліппо. Починаючи з 1967 року результати клубу стали поступово погіршуватися, не зважаючи на те, що в команді виступали такі якісні гравці як Хорхе Карраскоса, Рубен Флотта та Хосе Мануель Рамос Дельгадо.
У 1969 році «Банфілд» переміг у плей-оф за право збереження у Прімері, але в 1972 році вже не зміг уникнути вильоту до Прімери Б. Тим не менше «Бур» вже в наступному сезоні повернувся до Прімери.

#### 1970—1990
Під керівництвом Оскара Лопеса та Оскара Кавалльєро, Банфілд став чемпіоном Прімери Б (другого дивізіону) в 1973 році. Рікардо Ла Вольпе, Уго Матеос, Сільвіо Сотело, Едуардо і Хуан Таверна були найвідомішими гравцями тієї команди.
За часів своїх виступів у Прімері, Банфілд провів найкращий сезон в національному чемпіонаті в 1976 році під керівництвом Адольфо Педернери. Але після невдалих результатів у сезонах 1977 та 1978 років, команда вилетіла до Прімери Б після поразки від Платенсе.
У 1985 році Анхель Каппа очолив Банфілд, і одразу розпочав формування основи команди, яка вже через два роки повернеться до Прімери.
Але в сезоні 1987/1988 років клуб знову вилетів до Другого дивізіону.

#### 1990—2000
В цьому десятиріччі Банфілд не демонстрував високих результатів, і, навіть, боровся за право збереження прописки в чемпіонаті. Єдиним винятком з цих виступів був сезон 1990/91 років, коли клуб зміг дійти до фіналу плей-оф за право підвищення, але поступився у тій дуелі. Сезон 1992/93 років і Суарес знову почав на посту президента (він був переобраний в 1991 році на свій вже п'ятий термін), Карлос Бабінгтон розпочав сезон як головний тренер та придбав декількох досвідчених гравців, як воротар Габріель Пуентедура (колишній гравець Рівер Плейт), півзахисник Фабіо Ленгуїта та захисник Габріель Стафуза (який також грав за Бока Хуніорс в 1980-ті роки). Вище вказані гравці та декілька молодих перспективних футболістів, такі як Хав'єр Сангуїнетті (на сьогоднішній день цей гравець зіграв найбільше матчів в історії клубу — 450 поєдинків) та Хорхе Хіменес, допомогли клубу виграти Прімеру Б та здобули путівку до Прімери, після перемоги у фіналі плей-оф над Колоном з Санта-Фе.
У Прімері новий сезон клуб розпочав під керівництвом нових тренерів, Оскар Лопес та Оскар Кавальєро, та оновленою командою, втому числі з колишнім гравцем «Ферро Карріл Оесте» Оскаром Акостою, Анхелем Коміццо (у складі Ріо вилетів з Прімери та разом з головним тренером клубу Даніелем Пассореллою покинули клуб) та деякими іншими молодими гравцями. В цьому сезоні в клубі дебютував ще зовсім юний гравець Хав'єр Дзанетті, який став справжнім відкриттям серед гравців клубу наприкінці сезону. Банфілд декілька перших сезонів, після повернення до Прімери, провів доволі вдало, хоча в інших турнірах команда не змогла так вдало виступити, і, нарешті, в 1997 році клуб покидає Прімеру.
У тому ж році на посаду головного тренера Банфілду запросили Патрісіо Ернандеса, але команда під його керівництвом не змогла продемонструвати вдалих результатів. У наступному році бізнесмен Карлос Портель став новим президентом клубу, після перемоги над іншим кандидатом, Гораціо Соло (син Флоренціо Соло). Після цього новий президент клубу оголосив, що команда відчуває фінансові труднощі, а тому бюджет клубу буде скорочуватися, для того щоб погасити борги.

#### 2000—2009
Після завершення кризи клубу наприкінці 2006 року Карлос Лееб залишив посаду технічного директора, а найого місце прийшов Патрісіо Ернандес, щоб вивести команду до Клаусури 2007 та Кубку Лібертадорес.
Команда під керівництвом Хернандеса та його помічників, Вітаміна Санчеса та Енріке лісі, демонструвала жахливі результати та не змогли виконати поставлених завдань, тому керівництво клубу запросило Хуана Мануеля Лльопа з яким команда посіла третє місце в Апертурі 2007 року, а також здобув історичну перемогу на своєму домашньому стадіоні над Ланусом з рахунком 5:0.
Після невдалого завершення чемпіонату Лльопа відсторонили, а виконувачами обов'язків тренера було призначено Хереса та Баррейро.
Із середини Апертури 2008 року та до завершення Клаусури 2009 року виконувачем обов'язків головного тренера команди був Хорхе Бурручага (колишній гравець національної збірної Аргентини, в складі якої виграв Чемпіонат світу з футболу в Мексиці 1986 року, який працював на посаді тренера в Арсеналі, Естудьянтеса та Індепендьєнте. Під його керівництвом Банфілд був практично непереможним у домашніх поєдинках, але на виїзді клуб грав досить невдало, не виконані завдання, які перед ним ставилися, відсутність здорової спортивної агресії у гравців клубу та відсутність підтримки з боку керівництва, серед інших можливих причин, призвели до відставки фахівця, залишитися на своїй посаді Хорхе Бурручазі не допомогла навіть розгромна домашня перемога над Арсеналом в останньому матчі чемпіонату, таким чином посада головного тренера команди була звільнена для Хуліо Сезар Фальсіоні як тренера професійного футбольного клубу.

### 2009 - Перший титул в Прімері
| Склад: - Крістіан Лусчетті - Хуліо Барраза - Себастіан Арієль Мендес - Віктор Лопес - Марсело Бустаманте - Марсело Куінтерос - Максиміліано Бастос - Вальтер Ервіті - Хамес Родрігес - Сантьяго Сільва - Себастьян Фернандес - ТР: Хуліо Фальсіоні |  | Переможці Апертури 2009 Лусчетті Бустаманте Лопес Барраза Мендес Родрігес Ервіті Фернандес Бастос Сільва Куінтерос |
| Переможці Апертури 2009 Лусчетті Бустаманте Лопес Барраза Мендес Родрігес Ервіті Фернандес Бастос Сільва Куінтерос |  | |

У 2009 році, після того, як завершилися змагання в Клаусурі, Банфілд розпочав виступи а Апертурі знову під керівництвом Фальсіоні. Він зібрав у команді наступних виконавців: Крістіан Лусчетті, Хуліо Барраза, Себастьян Мендес, Віктор Лопес, Марсело Бустаманте, Максиміліано Бустос (який в останніх турах був травмований та був замінений на Роберто Баттіона), Вальтер Ервіті, Марсело Куінтерос, Хамес Родрігес та дует нападників у складі Сантьяго Сільви та Себамтьяна Фернандеса.
Банфілд під час турніру переміг цілу групу більш іменитих суперників, таких як Естудіянтес, Сан-Лоренцо, майбутнього переможця Клаусури 2009 Велес Сарсфілд та Індепендьєнте. Крім того, він переграв у домашньому матчі свого найближчого суперника, Ньюеллс Олд Бойз з рахунком 2:1, здобув перемогу в «Південному Ель Класико» над Ланусом на виїзді з рахунком 2:1, у першому турі переграв Рівер Плейт з рахунком 2:0 та зіграв на своєму стадіоні у нульову нічию з Росаріо Сентраль та перервав свою чотирьохматчеву переможну серію.
Завдяки цим перемогам Банфілд закріпив своє лідерство серед клубів верхньої частини турнірної таблиці Прімери. Але несподівана поразка в 16-му турі проти Расінгу, похитнула його лідерські позиції та дозволила випередити Банфілд клубу Ньюеллс Олд Бойз. Проте перемога над Ураканом з рахунком 1:0 та поразка Ньюеллс Олд Бойз від Арсеналу, знову повернула надію вболівальникам "буру". Нарешті, після того, як Банфілд та Ньюеллс Олд Бойз здобули перемоги над Тігре та Хімнасією і Есгрімою (Ла-Плата), відповідно, обидва суперника з різницею в два очки після 19-ти турів підійшли до вирішальних матчів.
У неділю 13 грудня 2009 року, Банфілд поступився Бока Хуніорс з рахунком 0:2, у тому матчі дублем відзначився Мартін Палермо, але не зважаючи на це клуб все ж здобув чемпіонство Апертури 2009 року, це стало можливим після того, як Ньюеллс Олд Бойз, його найближчий переслідувач, програв на своєму стадіоні з рахунком 0:2 клубу Сан-Лоренсо. Таким чином, Банфлд завоював свій перший національний титул у професійній епосі.
Варто відзначити, що Банфілд став переможцем турніру (після 12 матчів), який програв найменшу кількість поєдинків (2 матчі), у нього була незначна різниця забитих та пропущених м'ячів (11 голів), гравець клубу став найкращим бомбардиром турніру (Сантьяго Сільва, 14 голів), безпрограшна серія клубу становила 15 матчів, а також Банфілд увійшов до числа лише 8 переможців Прімери, які набрали понад 40 очок в одому з національних чемпіонатів.
Фінальна таблиця чемпіонату мала наступний вигляд:
| Місце | Клуб             | Очок | Іг | В  | Н | П | ЗМ | ПМ | РМ |
| ----- | ---------------- | ---- | -- | -- | - | - | -- | -- | -- |
| 1º    | Банфілд          | 41   | 19 | 12 | 5 | 2 | 25 | 11 | 14 |
| 2º    | Ньюеллс Олд Бойз | 39   | 19 | 12 | 3 | 4 | 26 | 15 | 11 |
| 3º    | Колон            | 34   | 19 | 10 | 4 | 5 | 27 | 16 | 11 |
| 4º    | Індепендьєнте    | 34   | 19 | 10 | 4 | 5 | 30 | 20 | 10 |
| 5º    | Велес Сарсфілд   | 34   | 19 | 10 | 4 | 5 | 29 | 21 | 8  |

### 2010 - 2015

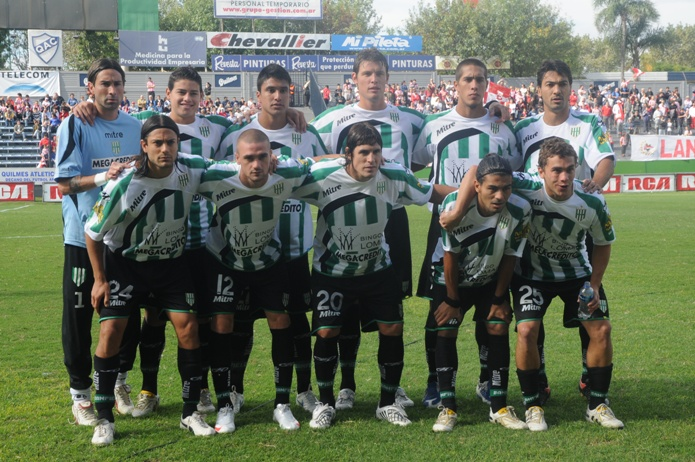
Підготовка команди для участі в Клаусурі та Кубку Лібертадорес 2010 року

Після здобуття першого чемпіонства, Банфілд отримав право виступати в Кубку Лібертадорес 2010 року, в якому, у групі 6 посів друге місце (переможцем в цій групі став Насьйональ з Монтевідео), а в другому раунді клуб поступився майбутньому переможцю турніру, Інтернасьйоналу (Порту-Алегрі). У першій частині чемпіонату, Клаусурі 2010, команда посіла 5-те місце.
У другій половині цього року, "бур" продовжив виступи у Південноамериканському кубку 2010 і, після перемоги над Велес Сарсфілд, поступається в 1/8 фіналу клубу Депортес Толіма з Колумбії. За підсумками Апертури 2010 команда посіла 15-те місце, а Хуліо Сезар Фальконі, який до цього працював головним тренером Банфілду, перейшов на аналогічну посаду до знаменитішого та успішнішого Бока Хуніорс в грудні 2010 року.
У січні 2011 року на посаду головного тренера команди призначається Себастьян Арієль Мендес. Під його керівництвом клуб посів 8-ме місце в Клаусурі 2011, але після невдалого старту з 4-х поразок поспіль в Апаратурі 2011, тому тренер подає у відставку. Нарешті, після короткого періоду без головного тренера команди, під час якого виконувачем обов'язків тренера був Рауль Венсель, керівництво клубу досягло домовленості з колишнім воротарем клубу та колишнім тренером збірних Мексики та Коста-Рики, Рікардо Ла Вольпе. І лише в 7-му матчі «Банфілд» переграв Олл Бойз з рахунком 1:0 та зламав 6-матчеву серію послідовних поразок та 666-хвилинну безгольову серію. Але вже наприкінці Апертури 2011, після лише трьох місяців роботи на посаді головного тренера команди, його було звільнено через конфлікт з керівництвом «Банфілду». 23 грудня 2011 року новим головним тренером клубу було призначено Хорхе Да Сільву, який вивів Годой Круз де Мендоса для участі в Кубку Лібертадорес, щоб очолити команду напередодні старту Клаусури 2012, контракт з фахівцем було підписано на один рік з можливістю продовження ще на 6 місяців. Але вже незабаром, під час підготовки до сезону 2012 року, Ла Вольпе заявив, що керівництво клубу офіційно не повідомило його про звільнення та не розрахувалося за звільнення його з посади тренера головної команди, а тому він планує працювати на цій посаді разом з Хорхе Да Сільвою, тому вночі напередодні старту сезону, керівництво провело перемовини з Ла Вольпе, щоб уникнути конфлікту як всередині клубу так і з Федерацією.
З приходом Хорхе Да Сільви, здавалося, змінився настрій та повернувся оптимізм. Проте, вже в першому ж матчі, проти «Естудіянтес де Ла Плата», який був припинений та відкладений за рахунку 1:0 на користь Банфілду, команда поступилася з рахунком 1:2 та продемонструвала дуже невиразну гру. Початок Клаусури 2012 був просто катастрофічним, він складався з поразок від «Атлетіко Рафаели» з рахунком 3:0, «Велес Сарсфілду» з рахунком 4:0, врешті-решт керівництво клубу пригрозило відставкою Хорхе Да Сільві в разі поразки в матчі проти «Расінгу». Незважаючи на перемогу «Банфілда» з рахунком 2:1, Да Сільва пішов з клубу гучно гримнувши дверима та вирішив очолити уругвайський «Пеньяроль».
Враховуючи ситуацію в клубі, на вакантну посаду було запрошено уругвайського тренера Едуардо Асеведо, який, незважаючи на поразку в дебютному матчі (0:1 від «Арсеналу» з Саранді), подарував надію на світле майбутнє після виїзної перемоги з рахунком 5:2 над «Олімпо-де-Байя-Бланка». Проте під його керівництвом «Банфілд» виступав дуже невдало і набрав лише 7 очок з 42-ох можливих.
24 червня 2012 року «Банфілд» повернувся до другого дивізіону аргентинського чемпіонату після 11-річної перерви, це повернення стало моливим після поразки з рахунком 0:3 від «Колону» (Санта-Фе), разом з Банфілдом до Другого дивізіону вибула й «Олімпо-де-Байя-Бланка». Для порівняння, у найпровальнішому сезоні 2009 року клуб набрав 11 очок та вилетів до Другого дивізіону. Цього разу в Апертурі та Клаусурі загалом здобула 5 перемог, 7 нічиїх та зазнала 26 поразок (рекордна для участі в кожному з турнірів), таким чином команда посіла 19-те місце, при чому забивала в середньому за матч 1,246 м'яча.
Через два дні після вильоту розпочалися акції протесту серед фанатів клубу, які вимагали його відставки та звинувачували його в корупції, виснаженні клубу та руйнуванні команди, отож президент Карлос Портелл подав заяву про відставку та остаточно залишив керівництво клубу. Крім президента у відставку також подали віце-президент Маркос Акунья, його протеже Уго Мартіно, прес-секретар Пабло Портелл, Пабло Віггіано, "Пасті" Лаурія, Федеріко Кампореале, Леандро Мартіно, Алехандро Ферраро, а також Пабло Вега та Марина Лескі, крім того борг клубу склав 110 мільйонів песо.
За цих обставин група відповідальний осіб з Ради директорів клубу у складі Альберто Д'Анжело, Мігель А. Гаргіуло, Ектора Сапато, Ермінія Дель Зотто, Луїса Фабіані та Альдо Капітоні, тимчасово взяла на себе обов'язки по управлінню клубом і за згодою всіх сторін, призначила вибори президента на 15 липня 2012 року. Крім цього, був скликаний Об'єднаний Футбольний Комітет до якого увійшли Рауль Бауд, Паскуаль Маззотта (пізніше пішов у відставку), Хуан Карлос Морі та Едуардо Спіноза, комітет мав визначити подальші кроки для порятунку команди. І, нарешті, у визначену раніше дату, були проведені вибори, на яких переміг Едуардо Спіноза, кандидат від Союзу Банфілду та Традиціоналістів, який набрав 2466 голосів (77%) в порівнянні з 718-ма (23%) від група ЛА 1896 (молоде покоління членів клубу), яку представляв Віктор Сестаро. На наступний день після виборів пост головного тренера першої команди зайняв Даніель Гарнеро, його помічниками стали Пабло Ротчен та колишній гравець клубу та улюбленець місцевих уболівальників Андрес Сан-Мартін, які мали готувати команду до старту сезону 2012/13 років.
28 березня 2013 року, після відставки Гарнеро, який вдало розпочав виступи у турнірі, команда в другому колі розпочала виступати доволі невдало у Прімері Б Насьональ. Виконувачем обов'язків головного тренера команди було призначено Матіаса Алмейду. Банфілд покращив свої результати й посів 4-те місце, а в плей-оф за право підвищення набрав 8 очок.
У сезоні 2013/2014 років Банфілд очолив Матіас Алмейда, він зумів залучити таких досвідчених гравців, як Ніколас Бертоло, Сантьяго Сальседо та Ніколаса Б'янкі Арсе. Після такого підсилення складу команда завершила першу половину сезону з 44 набраними очками, в турнірній таблиці це була зона підвищення у класі, до того ж така кількість набраних очок, після першого кола, виявилася найбільшою серед усіх чемпіонатів, які того року проводилися під егідою АФА. У другому раунді він був ключовий етап будучи майже всі покажчик і дата 38 дати, після великої кампанії, досягнуто просування в перший дивізіон зав'язування 1-1 проти Дугласа Хейга. І це сприяло Алмейда вдалося виділити чемпіонів події на дату 41 до Talleres (CBA), завершивши турнір з 78 пунктів. Вдалі результати, які команда продемонструвала у першому колі, були підкріплені й у другому. Єдиним відносно невдалим результатом команди у другому колі можна вважати нічию з рахунком 1:1 проти «Дуглас Хаіг», але в останньому турі команда перемогла «Тальєрес» (Кордова), і, таким чином, набрала 78 очок та здобула путівку до Прімери.
У сезоні 2014/2015 років Банфілд зберігає Алмейду як головного тренера, а також зберігає більшу частину гравців, які здобули путівку до Ррімери, окрім двох втрат (Андрес Елісео Чавес перейшов до «Бока Хуніорс» за 2 500 000 $ та 50 % від його наступного продажу, а також Крістіана Моліни, який був відданий в оренду на 6 місяців без опції викупу «Крусеро-дель-Норте»). Були й два придбання напередодні початку сезону: Сезар Рігамонті, який на правах оренди терміном на 6 місяців (без опції викупу) перейшов з Бельграно, а також Агустін Фаріас, який також перейшов на правах оренди терміном на 6 місяців, але з опцією викупу. «Бур» розпочав з поразки з рахунком 0:3 від «Годой-Крус». Цей результат негативно відобразився на турнірному становищі клубу. Далі послідувала поразка від «Росаріо Сентрал» з рахунком 2:3. Мало набраних очок, велика кількість мінімальних поразок, не могли не відобразитися на підсумковому результаті, «Банфілд» завершив чемпіонат лише з 20-ма набраними очками, і, таким чином, не виконав завдання на сезон.
2015-ий рік «Банфілд» розпочав з новим підкріпленням команди, в тому числі такими гравцями як Лучано Чівеллі («У. Де Чилі») і Маурісіо Куеро («Олімпо»), Лукас Віатрі («Чіяпас») та Серхіо Віттор («Атлетико Рафаела») та іншими.
Банфілд стартував Прімері чемпіонату (Аргентина) 2015 року матчем з «Темперлей», який завершився з рахунком 0:1 завдяки єдиному голу Хуана Ігнасіо Діненно. Але в наступних 5 матчах команда здобула 5 перемог поспіль (в тому числі і в Кубку Аргентини). Ця смуга завершилася у матчі 9-го туру, в першому «Південному Ель Класіко» 2015 року, в якому клуб поступився з рахунком 1:2, при цьому останні хвилини поєдинку догравав у 9-ох. Після поразки в цьому поєдинку у виступах команди намітився певний спад, «Банфілд» спочатку поступився «Рівер Плейт» з рахунком 1:4, а потім зіграв у нічию 1:1 з Індепендьєнте. Ця серія припинилася після перемоги над «Альдосіві» з рахунком 3:0 в Мар-дель-Платі. «Банфілд» завершив турнір з 22-ма набраними очками, при цьому цікавим є той факт, що на виїзді клуб набрав більше очок, ніж в домашніх поєдинках. Під час перерви у розіграші чемпіонату клуб зазнав серйозних втрат: Ніколас Бертоло, Рікардо Ноїр, а також молодих Джованні Сімеоне та Факундо Кастілльйона. «Бур» відновив свої виступи у чемпіонаті перемогою над «Кільмесом» з рахунком 1:0, але в результатах клубу намітився спад, оскільки по завершенню матчу з «Бока Хуніорс» (на Кубок Аргентини), Матіас Алмейда оголосив, що після матчу 19-го туру проти «Арсеналу» (який закінчиться перемогою Банфілду з рахунком 4:1) він залишає посаду головного тренера команди, а виконувати обов'язки головного тренера буде Клаудіо Вівас. Під його керівництвом команда провела 6-матчеву безвиграшну серію, яка завершилася матчем 26-го туру, в якому «Бока Хуніорс» перемогла «Банфілд» з рахунком 3:0. Після цієї поразки команда зіграла в нульову нічию з «Расінгом», найбільший вклад в цю нічию здійснив воротар клубу, Енріке Болонья. У той час в матчі 24-го туру «Бур» зумів обіграти «Ланус» (цього разу на виїзді) завдяки божевільному голу колумбійця Маурісіо Куеро. А вже у матчі 29-го туру команда перемогла «Росаріо Сентраль» з рахунком 2:1, і, таким чином, завадила Росаріо стати переможцями національного чемпіонату. В останньому турі після перемоги над «Олімпо» з рахунком 2:1, «Банфілд» набрав 50 очок та переміг у чемпіонаті. Проте за підсумками обох чемпіонатів команда не змогла кваліфікуватися в плей-оф за право участі в Кубку Лібертадорес, але клуб кваліфікувався до плей-оф за право участі в Південноамериканського кубку. У першому раунді плей-оф «Банфілд» переміг «Архентіньйос Хуніорс» з рахунком 1:0 завдяки єдиному голу Хуана Касареса, а в другому раунді зустрівся з Альдосіві. Перший матч завершився з рахунком 3:2 на користь «Банфілду». У другому ж поєдинку команда була близька до пораски завдяки голу Флоренсіо Соли, але на 42-ій хвилині матчу Лукас Віатрі зрівнює рахунок, і, таким чином, вперше за останні 5 років, команда кваліфікується для участі у Південноамериканському Кубку 2016 року.

### 2016 - теперішній час
Напередодні початку сезону 2016 року Клаудіо Вівас позбувся приставки «в.о.», але команда зазнала численних кадрових втрат, в тому числі клуб покинули такі гравці стартового складу як Енріке Болонья, Ніколас Домінго, Хуан Касарес, Маурісіо Куеро та Серхіо Віттор, гравці які відіграли ключову роль у кваліфікації «Банфілду» для участі в Південноамериканському кубку 2016 року. Але, в той же час, команду поповнили Карлос Матеу, Клаудіу Перез, Іларіо Наварро, Браян Сармієнто та Сантьяго Сільва (найкращий бомбардир Апертури 2009, в якому «Банфілд» став чемпіоном). Лідери колективу намагалися виступити якнайкраще, щоб «передати досвід» молодим гравцям з нижчих дивізіонів.
«Банфілд» стартував у чемпіонаті зі впевненої перемоги над Хімнасією і Есгрімою з рахунком 2:0 завдяки голам Вальтера Ервіті та Ліхуе Прічоди. Але вдалий почин так і не був підкріплений наступними результатами, внаслідок чого команда набрала мізерну кількість очок, а Клаудіо Вівас був звільнений з посади головного тренера команди.
На тренерському містку команди Віваса замінив Хуліо Сезар Фальконі (у сезонах 2003/2005 та 2009/2010 років він вже очолював команду, за цей час під його керівництвом «Банфілд» виграв чемпіонат та кваліфікувався для участі в Кубку Лібертадорес), який дебютував нічиєю з рахунком 1:1 проти «Колона». У наступному турі команда «Імператора» мала зіграти в «Південному Ель-Класіко». Спочатку цей матч розгортався для «Банфілду» доволі вдало, допоки через свою молодість не помилився Алексіс Сото, внаслідок чого «Ланус» відкрив рахунок в матчі. Уже в другій половині матчу «Банфілд» у подвійній меншості зумів провести швидку та результативну контратаку. Після цього провального матчу, клуб перемагає в наступному виїзному поєдинку з рахунком 2:0, чим заспокоює керівництво клубу.
Після цієї перемоги команда неначе «воскресла», але в поєдинку з «Ланусом» (цього разу на виїзді) зазнає поразки., при цьому команда Фальконі майже годину грала у чисельній більшості (на одного гравця), через брутальну гру Віктора Аяли.

## Досягнення

### Аматорський період

#### офіційні національні чемпіонати
- Другий дивізіон аргентинського чемпіонату
  -  Чемпіон (3): 1899, 1900, 1919
- Третій дивізіон аргентинського чемпіонату
  -  Чемпіон (2): 1908, 1912
- Прімера Дивізіон 
  -  Срібний призер (2): 1920, 1934

#### офіційні національні кубки
- Кубок Слави Муніципалітету Буенос-Айрес
  -  Володар (1): 1920

### Професіональний період

#### офіційні національні чемпіонати
- Прімера Дивізіон 
  -  Чемпіон (1): Апертура 2009
- Другий дивізіон аргентинського чемпіонату
  -  Чемпіон (7): 1939, 1946, 1962, 1973, 1992/93, 2000/01, 2013/14
- Прімера Дивізіон 
  -  Срібний призер (2): Чемпіонат 1951, Клаусура 2005

#### інші офіційні досягнення
- Турнір виходу до Першого дивізіону Чемпіонату Аргентини
  -  Переможець (1): 1968[*]

[*] Не є чемпіонським титулом.

#### Товариські турніри
- Турнір П'ятикутника
  -  Володар (1): 1963
- П'ятикутник Гільєрмо Стабіле
  -  Володар (1): 1967
- Турнір Дружби
  -  Володар (1): 1988
- Турнір міста Танділ
  -  Володар (1): 2007
- Турнір в Ла-Серена, Чилі
  -  Володар (1): 1980
- Офіційний дизайн форми: Зелена футболка та білі шорти (домашній), біла футболка з зеленою смугою по діагоналі зліва направо (виїзна-альтернатива)

|  |
|  |

|  |
|  |

#### Форма останніх сезонів
- 2015-16

|  |  |  |

- 2014-15

|  |  |  |

- 2013-14

|  |  |  |

- 2012-13

|  |  |

### Історія форми
|           |
| 1896-1899 |

|         |
| 1900-02 |

|         |
| 1903-04 |

|                  |
| 1904-теп.час (1) |

|                  |
| 1947-теп.час (2) |

Примітки
- (1) Була основною формою клубу до 1947 року, коли клуб почав чергувати з футболкою з діагональною смугою на футболці. (1951-1980, 1986-1987, 1992-1999, 2000-2001, 2002, 2004, 2006, 2008, 2009-2013, 2015-2016).
- (2) Вся форма була одного кольору (1947-51), а потім почала чергуватися з вертикальною смугою на футболці (1947-1951, 1981-1985, 1987-1992, 1999-2000, 2001-2002, 2003, 2004-2006, 2007-2008, 2013-2015, 2016-теп.час).

## Спонсори та постачальники форми
| Період              | Логотип | Постачальник |
| ------------------- | ------- | ------------ |
| 1979-1981           |         | Олімпія      |
| 1982                |         | Нанке        |
| 1983-1986           |         | Adidas       |
| 1986-1995           |         | Нанке        |
| 1995-1997           |         | Lotto        |
| 1997-2000           |         | Reebok       |
| 2000-2001           |         | Diadora      |
| 2001-2008           |         | Нанке        |
| 2009-2012           |         | Mitre        |
| 2012-2014           |         | Kappa        |
| 2014-теперішній час |         | Penalty      |

| Період       | Спонсор             |
| ------------ | ------------------- |
| 1982-1983    | Lonco Hue           |
| 1984-1986    | Supermercados Dumbo |
| 1987-1989    | Omega Seguros       |
| 1989-1991    | Sevel Argentina     |
| 1991-1993    | Nashua              |
| 1993-1994    | Visión 2000         |
| 1994-1995    | Esco                |
| 1995-1996    | América TV          |
| 1997         | Lotto               |
| 1997-1998    | Omega Seguros       |
| 1998-2000    | Coto                |
| 2000         | Diadora             |
| 2001         | Ayuda Express       |
| 2001-2003    | Carta Sur           |
| 2004         | Cerámicas Lourdes   |
| 2005-2007    | Codere              |
| 2007-2012    | Bingo Lomas         |
| 2012-2013    | Philco              |
| 2013-2015    | Banco Provincia     |
| 2016-теп.час | Chevrolet           |

| Період       | Спонсор              |
| ------------ | -------------------- |
| 1993-1994    | Nashua               |
| 1994-1995    | Gestetner            |
| 2006-2007    | Astori               |
| 2007-2008    | Cerámicas Lourdes    |
| 2009-2012    | La Nueva Seguros     |
| 2009-2012    | Mega Crédito         |
| 2013-2015    | Chevrolet / CartaSur |
| 2016-теп.час | Liderar Seguros      |

## Стадіон
Стадіон «Емтадіо Флоренсіо Сола» був побудований в 1940 році і названий на честь президента клубу Флоренсіо "Ленчо" Соли.
В рамках святкування відкриття нової арени відбулося на матчі з Індепендьєнте, в якому команда з Авельянеди виграла з рахунком 1:0, завдяки голу Арсеніо Еріко. На цьому стадіоні «Бур» продемонстрував рекордну 39-матчеву безпрограшну серію, яка тривала з 1950 по 1953 роки. Стадіон був найсучаснішим на той час, оскільки це був перший стадіон чоловічої футбольної команди, на якому були бетонні трибуни, таким чином, «Банфілд» випередив навіть найсильніші футбольні клуби Аргентини того часу.

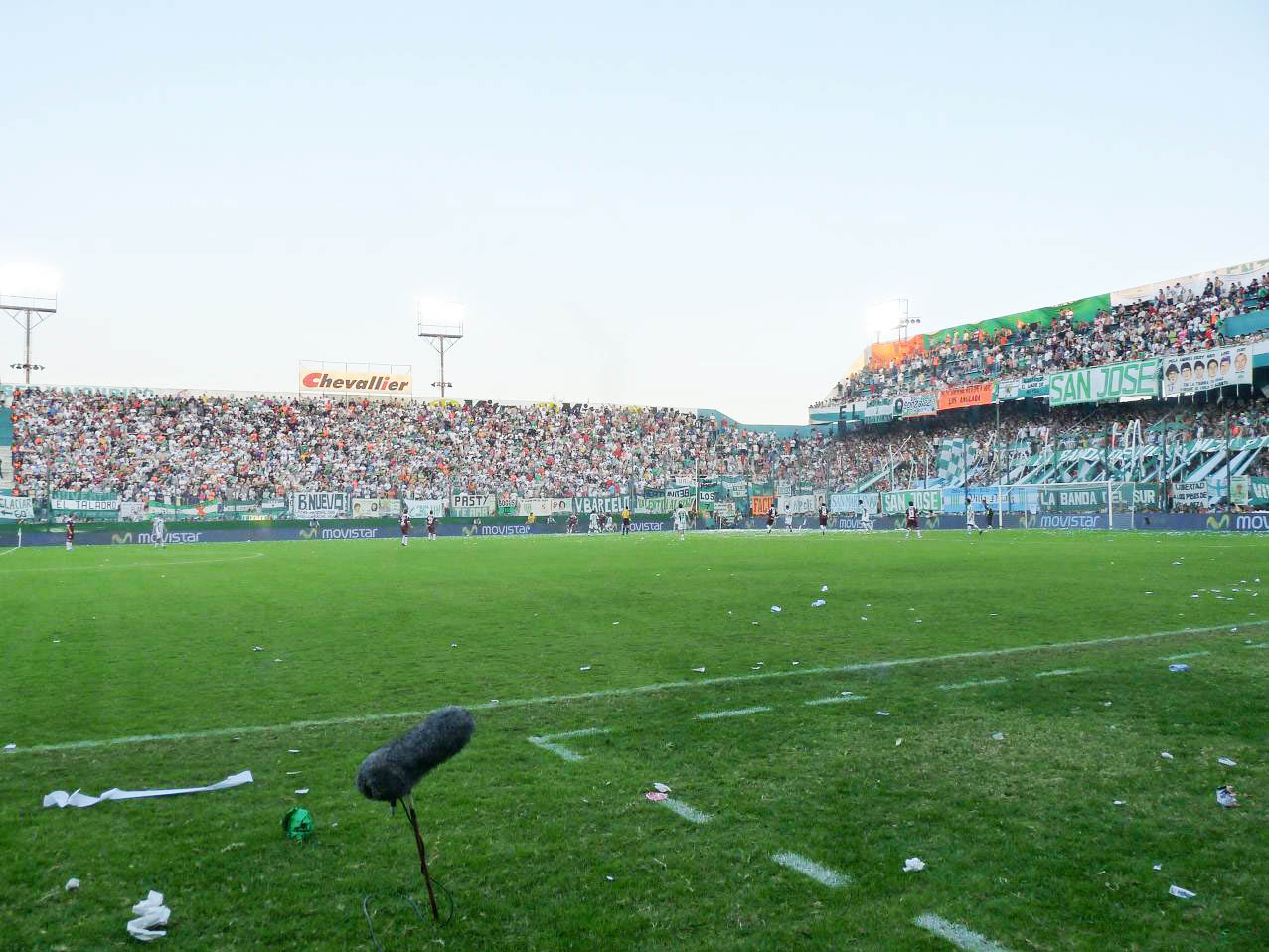
Вид стадіону з бокової лінії поля.

Він розташований на перехресті вулиць Гренадерос та Ареналес в місті Банфілд. Стадіон оточують вулиці з бруківкою, будинки з черепицею на дахах та зелені дерева. Стадіон став одним з перших серед арен з бетонними трибунами. У 2006 році було проведено реконструкцію трибун стадіону. Він має чотири роздягальні для футболістів, два тренажерних зали для тренувань, дві суддівські кімнати, кімната для зберігання проб на допінг, два ліфти, буфет, 24 місця для журналістів, а також адміністративні офіси, які є частиною нової будівлі стадіону.
Останнім часом було відкрито новий сектор з 2-ма буфетами, складські приміщення, роздягальні та душові кабінки для радіо- і телебачення. Стадіон вміщує 34 901 глядача.
Розмір поля — 102x66 м.

## Відомі гравці
- Алекс Россі (1994-1995)
- Вандер ді Алмейда (1999-2001)
- Хорхе Круз (1994)
- Хесус Сіністерра (2001-2002)
- Хайро Патіньйо (2007-08)
- Хамес Родрігес (2008-10)
- Арноль Паласіоз (2011)
- Хуліан Гільєрмо Рохас (2010-2012)
- Маурісіо Куеро (2015)
- Іван Арболеда (2015-теп.час)
- Ромель Моралес (2016-теп.час)
- Луїс Педро Фігероа (2007)
- Хуан Касарес (2013-2015)
- Гвідо Альваренга (1995-96)
- Хорхе Ачукарро (2011-12)
- Хосе Девака (2005-08 та 2013-2015)
- Сантьяго Сальседо (2013-2014)
- Хорхе Мартін Нуньєс (2003-04)
- Педро Сарабія (1996-1997)
- Хосе Еусебіо Соріано (1942-44)
- Теобальдо Гузман (1942-49)
- Хорхе Алькальде (1941-45)
- Педро Вігоріто (1940)
- Хуан Бесуццо (1940-1942)
- Едуардо Лусіо Сільвера (1940-1948)
- Елісео Альварес (1967)
- Леонардо Рамос (1993-1994)
- Омар Перез Агуадо (1994-1995)
- Вальтер Пеллетті (1996-1997)
- Марко Ванзіні (1997)
- Хосемір Луямбіо (2001-02 y 2005-07)
- Ярі Сільвера (2002-2003)
- Віктор Піріз Алвес (2005)
- Рікардо Андрес Апарісіо (2006)
- Крістіан Мартін Родрігез (2008)
- Себастьян Фернандес (2008-10)
- Сантьяго Сільва (2009 та 2016-теп.час)
- Матіас Кардасіо (2010)
- Ернан Родріго Лопес (2011-2012)
- Роберто Брум (2012-13)
- Максімільяно Кальсада (2015)
- Луїс Мануель Сейхас (2005-2007)
- Хесус Мартінез Ріваденейра (1984-86)
- Іван Морено і Фабіанесі (2002-2003)
- Роберто Хуан Мартінез (1971)
- Ніколас Новелло (1975)
- Габріель Палетта (2002-2006)
- Мауро Каморанезі (1997-1998)
- Чарльз Дуглас Моффатт (1897-1901)
- Вільям Петерсон (1905-1910)
- Едвард Поттер (1900)

### Гравці національних збірних
| #  | Гравець             | Збірна    | Чемпіонат світу | Роки                | Континентальний кубок    | Кубок Конфедерації | Найважливіші дати                                                      |
| -- | ------------------- | --------- | --------------- | ------------------- | ------------------------ | ------------------ | ---------------------------------------------------------------------- |
| 1  | Хав'єр Санетті      | Аргентина | 1998 2002       | 1998 2002 2006 2010 | 1995 1999 2004 2007 2011 | 1995 2005          | Гравець, який зіграв найбільшу кількість матчів за національну збірну. |
| 2  | Хамес Родрігес      | Колумбія  | 2014            | 2014                | -                        | -                  | Найкращий бомбардир Чемпіонаті світу 2014 року                         |
| 3  | Родріго Паласіо     | Аргентина | 2006 2014       | 2006 2010 2014      | 2007                     | -                  | -                                                                      |
| 4  | Хуліо Рікардо Круз  | Аргентина | 2006            | -                   | -                        | -                  | -                                                                      |
| 5  | Рікардо Ла Вольпе   | Аргентина | 1978            | -                   | -                        | -                  | Переможець Чемпіонату світу 1978 року                                  |
| 6  | Габріель Палетта    | Італія    | 2014            | -                   | -                        | -                  | -                                                                      |
| 7  | Себастьян Фернандес | Уругвай   | 2010            | 2010                | -                        | -                  | -                                                                      |
| 8  | Елісео Моуріньйо    | Аргентина | -               | -                   | 1955 1959                | -                  | Переможець Кубку Америки 1955 та 1959 років                            |
| 9  | Хесус Датоло        | Аргентина | -               | 2010                | -                        | -                  | -                                                                      |
| 10 | Хуан Касарес        | Еквадор   | -               | 2018                | -                        | -                  | -                                                                      |

## Відомі президенти
| - 1910 Дж.Л. Говард - 1911 Дж.Л. Тіесен - 1912 Гільєрмо Коо - 1913-1928 Г.Дж.В. Бартон (*) - 1928-1930 Фелікс Сола (h) - 1930-1932 Рафаель Де Сета - 1933 Амеріко Пізано - 1934 Рафаель Де Сета - 1935 Франсіско Вентура - 1936 Герардо Мартінез Абал - 1937 Амеріко Пізано - 1938-1944 Флоренсіо Сола - 1945-1946 Реміхіо Сола - 1947-1954 Флоренсіо Сола - 1955 Фнтоніо Беніто Ферранті (**) - 1956 Енріке Бельтран Сімо - 1957-1959 Альфредо Гомес (***) - 1960-1962 Валентін Суарез - 1963-1965 Хуан Карлос Фонтела - 1966-1968 Валентін Суарез - 1969 Хуан Карлос Фонтела |  | - 1970-1971 Карлос Ісмаель Солер - 1972-1974 Валентін Суарез - 1975-1977 Освальдо Фані - 1978-1979 Мануель Сальгадо - 1980 Анісето Родріго (**) - 1980 Хуан Карлос Морі - 1981-1983 Нестор Едгардо Віллар - 1984-1985 Валентін Суарез (**) - 1985 Мігель М. Альберді - 1986 Атіліо Петтінаті (**) - 1986-1987 Фернандо Оскар Томас (**) - 1987-1989 Рауль Альфонсо Муніз - 1989-1991 Хуліо Сезар Григера - 1991-1993 Валентін Суарез - 1993-1995 Карлос Фонтела (**) - 1995-1996 Рауль Альфонсо Муніз (**) - 1996-1998 Атіліо Петтінаті - 1998-2012 Карлос Портелл - 2012-теп.час Едуардо Спіноза |